# Saint-Sauveur-Gouvernet
Saint-Sauveur-Gouvernet är en kommun i departementet Drôme i regionen Auvergne-Rhône-Alpes i sydöstra Frankrike. Kommunen ligger i kantonen Buis-les-Baronnies som tillhör arrondissementet Nyons. År 2022 hade Saint-Sauveur-Gouvernet 185 invånare.

## Befolkningsutveckling
Antalet invånare i kommunen Saint-Sauveur-Gouvernet
Referens:INSEE